# Lj (диграф)
Lj (lj в нижнем регистре) — диграф, присутствующая в некоторых славянских языках, таких как латинская версия сербохорватского и в романизированном македонском, где он представляет собой боковой палатальный сонант /ʎ/. Например, слово ljiljan произносится /ʎiʎan/. Большинство языков, содержащих букву <Lj> в алфавите, являются фонематическими, что означает, что каждый символ представляет один звук и всегда произносится одинаково. В этом случае объединение букв L и J создаёт новую букву или звук. Диграф рассматривается как отдельная буква, поэтому он занимает свое место в алфавите, занимает только одно место в кроссвордах и пишется в строку вертикальным текстом. Однако его нет на стандартных компьютерных клавиатурах. Как и его латинский аналог,  кириллический алфавит имеет специальный символ для того же звука: Љ.
В случае предложения только буква L пишется с заглавной буквы.
Тот же звук появляется в итальянском языке как <gl>, в некоторых вариантах испанского и каталонского как <ll>, в португальском как <lh>, в некоторых венгерских диалектах как <lly> и в латышском как <ļ>. В чешском и словацком это часто транскрибируется как <ľ> (это чаще используется в последнем языке).
Людевит Гай впервые предложил этот диграф в 1835 году.

## Внешние ссылки
- Аудио образцы буквы Lj